# Francisca Valenzuela
Francisca Valenzuela (San Francisco, 17 marzo 1987) è una cantante e polistrumentista statunitense naturalizzata cilena.

## Discografia
- 2007 – Muérdete La Lengua
- 2011 – Buen Soldado
- 2014 – Tajo Abierto
- 2020 – La Fortaleza
- 2022 - Vida Tan Bonita
- 2023 - Adentro